# Баласолтанли
Баласолтанли або Айґеговіт (азерб. Balasoltanlı, вірм. Այգեհովիտ) — село в Кубатлинському районі Азербайджану, було окуповане військами Вірменії в складі так званої НКР (Кашатазький район НКР), 25 жовтня 2020-го звільнене військами МО АР.
Село розміщене на лівому березі річки Акарі, за 39 км на південь від міста Бердзора. Сільраді також підпорядковуються села Товмасар, Лчашен та Мораджур.